# Hyphessobrycon santae
Hyphessobrycon santae är en fiskart som först beskrevs av Eigenmann, 1907.  Hyphessobrycon santae ingår i släktet Hyphessobrycon och familjen Characidae. Inga underarter finns listade i Catalogue of Life.